# 北台駅
北台駅（ほくたいえき）は、中華人民共和国遼寧省本渓市平山区北台街道にある駅で、遼渓線によって1942年に建てられ、瀋陽鉄路局の管轄である。

## 駅周辺
- 北港グループ
- 北台保健センター
- 平山区人民政府北台区事務所

## 参考資料
1. ↑  北台火车站介绍